# Robert Mallet
Robert Mallet (3 de junio de 1810 – 5 de noviembre de 1881), fue un geofísico, ingeniero civil, e inventor irlandés. Destacó en la investigación sobre los terremotos, siendo considerado uno de los fundadores de la sismología moderna.

## Primeros años
Mallet nació en Dublín en 1810, hijo de John Mallet, dueño de una fábrica. Fue educado en el Trinity College de Dublín, donde ingresó a la edad de 16 años, y se graduó en ciencias y matemáticas en 1830, con 20 años de edad.

## Carrera
Tras su graduación, se incorporó al negocio de fundición de hierro de su padre, contribuyendo a convertir la empresa en uno de los negocios de ingeniería más importantes en Irlanda, suministrando perfiles metálicos para distintas compañías de ferrocarril, para el faro de Fastnet Rock, y para un puente giratorio sobre el Río Shannon en Athlone. La empresa también intervino en la fabricación de los característicos perfiles de hierro visibles en la estructura interior del Trinity College, que llevan grabado el nombre de su familia en la base.
Mallet fue elegido miembro de la Real Academia irlandesa en 1832, con tan solo 22 años de edad. También perteneció a la Asociación Británica para el Avance de la Ciencia en 1835, que contribuyó a financiar muchas de sus investigaciones en sismología.
En 1838 se convirtió en miembro vitalicio de la Real Sociedad Geológica de Irlanda, actuado como su Presidente entre 1846 y 1848.
En 1848 y 1849 intervino en la construcción del faro de Fastnet Rock, al suroeste del cabo Clear.

### Trabajos sobre sismología
El 9 de febrero de 1846, Mallet presentó a la Real Academia Irlandesa su artículo sobre "La Dinámica de los Terremotos", considerado como una de las bases fundacionales de la sismología moderna. También se considera que acuñó el término "sismología", al igual que otros conceptos relacionados, como mapa isosísmico, utilizados en sus trabajos de investigación. También acuñó el término epicentro.
Desde 1852 hasta 1858, se dedicó (con la ayuda de su hijo, John William Mallet) a la preparación del Catálogo de Terremotos de la Asociación Británica (1858), llevando a cabo experimentos para determinar la velocidad de propagación sísmica en la arena y en macizos de roca.
El 16 de diciembre de 1857, el área alrededor de Padula (Italia) fue devastada por el gran terremoto de Nápoles, que causó 11.000 muertes. En aquella época fue el tercer terremoto conocido más destructivo, con una magnitud estimada de 6,9 en la escala de Richter. Mallet, con cartas de apoyo de Charles Lyell y de Charles Darwin, solicitó y recibió de la Royal Society de Londres una subvención de 150 libras para viajar a Padula y conocer de primera mano los efectos del seísmo. El trabajo resultante se presentó a la Royal Society con el título de Informe sobre el Gran Terremoto Napolitano de 1857, un importante documento científico que hizo un uso novedoso de la fotografía como una valiosa herramienta para registrar la devastación causada por el terremoto. En 1862 publicó su obra "El Gran Terremoto Napolitano de 1857: Primeros Principios de Sismología Observacional" en dos volúmenes. En esta obra aportaba evidencias para demostrar que la profundidad bajo la superficie de la Tierra del punto donde se originó el terremoto, era aproximadamente de 8 o 9 millas geográficas.
En otro artículo relevante, "Energía Volcánica: un Intento de desarrollar su Verdadero Origen y Relaciones Cósmicas", Mallet analizaba la idea de que el calor volcánico podía ser atribuido a los efectos de aplastantamiento, de deformación y a otras perturbaciones en la corteza terrestre. Estas alteraciones producirían líneas de fractura o fallas más o menos verticales, por las que se infiltrarían las aguas superficiales. Si la temperatura generada en el interior fuera suficiente, se originarían erupciones volcánicas de vapor o de lava.

### Otros trabajos

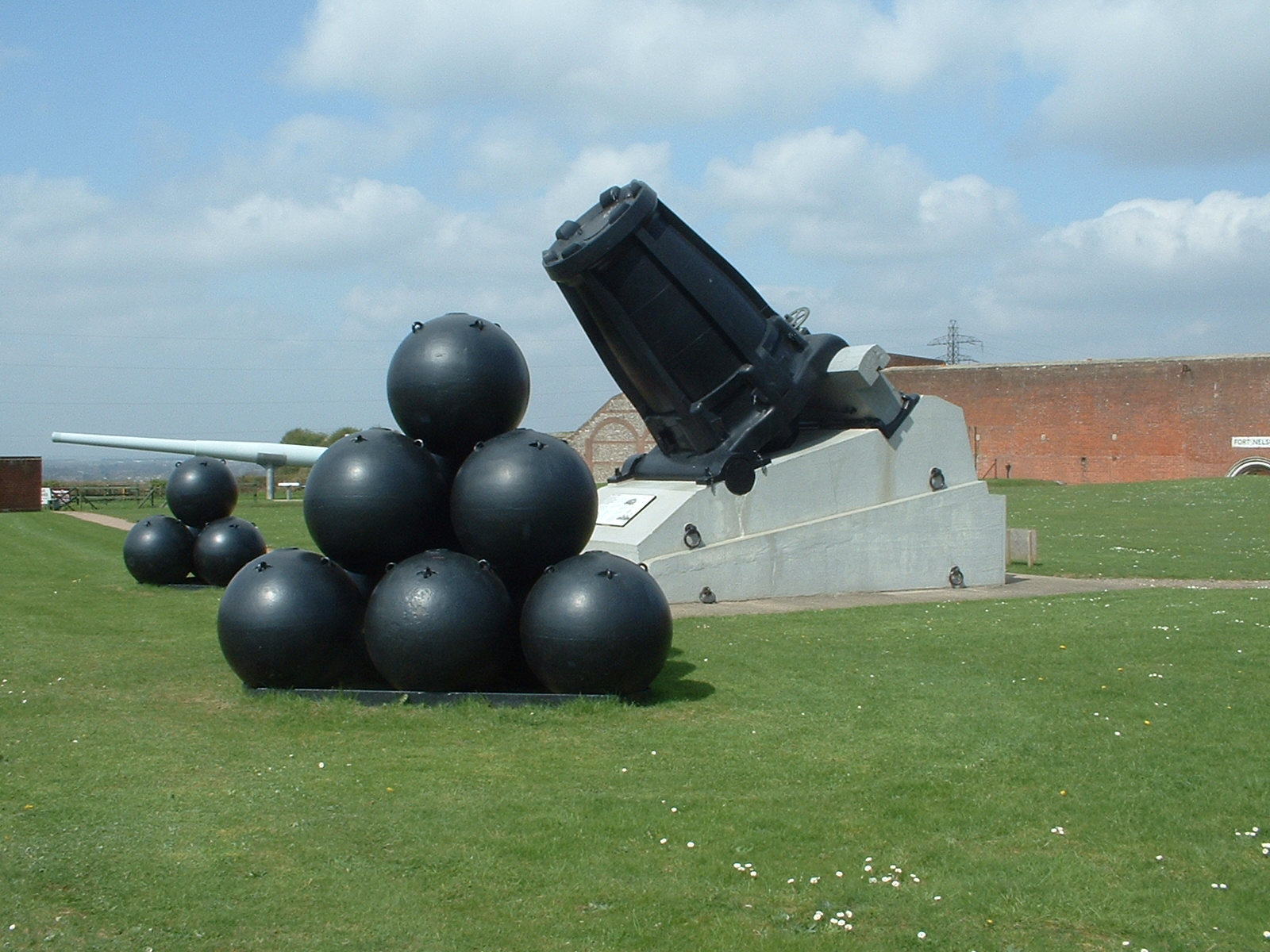
Mortero Mallet, con balas de 36 pulgadas y 1100 kg de peso, impulsadas con 217 kg de pólvora en cada disparo.

Con ocasión en la Guerra, diseñó un mortero pesado (de 43 toneladas de peso y 910 mm calibre) capaz de  lanzar balas esféricas de 1100 kg a una distancia de 2,4 km. El enorme mortero se construyó en secciones para facilitar su transporte, pero estuvo disponible demasiado tarde para entrar en acción. Un ejemplar ha sido preservado en la base de la Artillería Real en Woolwich, y un segundo ejemplar se muestra ante el Real Arsenal de Fort Nelson, cerca de Portsmouth.
Mallet fue elegido miembro de la Royal Society en 1854, y en 1861 se trasladó a Londres, donde trabajó como ingeniero consultor y editó La Revista de Mecánica Práctica. Recibió la Medalla Telford de la Institución de Ingenieros Civiles en 1859, la Medalla Cunningham de la Real Academia Irlandesa por sus investigaciones sobre la teoría de los terremotos en 1862 y la Medalla Wollaston de la Sociedad Geológica de Londres en 1877, el premio más alto de la Sociedad Geológica.
Ciego durante los últimos siete años de su vida,  murió en Stockwell, Londres, el 5 de noviembre de 1881 y está enterrado en el cementerio de West Norwood.

## Eponimia
- El cráter lunar Mallet lleva este nombre en su memoria.[7]